# Francisco Díaz Carreño
Francisco Díaz Carreño, né en 1836 à Séville et mort le 16 novembre 1903 à Madrid, est un peintre espagnol.

## Biographie
Francisco Díaz Carreño naît en 1836 à Séville.
Il se forme à l'Académie royale des Beaux-Arts Saint-Ferdinand auprès de Federico de Madrazo. En 1862, après avoir participé à l'Exposition nationale de cette année-là, il reçoit une pension d'Isabelle II pour vivre en Italie et compléter sa formation.
Il est connu pour son portrait de Pie IX et pour quelques peintures historiques. 
Francisco Díaz Carreño meurt le 16 novembre 1903 à Madrid.